# Twee pop
Twee pop és un tipus d'indie pop que és conegut per les seues melodies i lletres dolces i simples, sovint amb guitarres repetitives i amb un so metàl·lic. Twee significa, en anglès, "dolç", i de fet és una alteració de la paraula "sweet" feta pels nens que estan començant a parlar. És per això que s'utilitza col·loquialment per a referir-se a tot allò massa dolç o embafós.
Aquest terme és molt controvertiu, ja que als Estats Units el terme "twee pop" és usat sovint per a referir-se a tot l'indie pop i alguna premsa musical refusa l'existència d'aquest subgènere i també hi ha gent que el titla com a subgènere dins de l'indie pop.
El gènere va començar el 1986, quan la revista britànica New Musical Express va llançar C86, una recopilació de bandes amb un so nou per aquell moment, entre elles The Pastels i Primal Scream.
La banda de post-punk dels anys 70 i 80 The Television Personalities és citada sovint com una de les majors influències del gènere, conjuntament amb Buzzcocks i The Ramones. Açò és més evident a les bandes amb més influència del punk, com ara Shonen Knife. Aquestes bandes s'anomenen també en algunes ocasions com a cuddlecore.
Al Regne Unit, on el twee pop va ser més popular, la discogràfica Sarah Records va publicar els discs d'algunes de les bandes més importants, com ara Heavenly i the Orchids, amb un so sovint anomenat Anorak. Als EUA, el moviment va ser principalment impulsat per K Records, d'Olympia, Washington i va ser encapçalat per la banda Beat Happening.
Actualment, aquest estil està encara en actiu, encapçalat sobretot per la banda escocesa Belle and Sebastian i amb altres grups com ara Camera Obscura, Architecture in Helsinki o Sambassadeur. Tot i això, continua sent un estil minoritari.